# Hunzikeria
Genre
Hunzikeria est un genre de plantes de la famille des Solanaceae.

## Liste d'espèces
Selon NCBI (24 mars 2012) :
- Hunzikeria texana

Selon ITIS (24 mars 2012) :
- Hunzikeria texana (Torr.) D'Arcy

Selon Catalogue of Life (24 mars 2012) :
- Hunzikeria texana